# محوطه قورتک
محوطه قورتک مربوط به دوره اشکانیان است و در شهرستان گیلانغرب، بخش مرکزی، دهستان ویژنان، ۴۵۰ متری جنوب روستای قورتک واقع شده و این اثر در تاریخ ۲۶ اسفند ۱۳۸۷ با شمارهٔ ثبت ۲۵۷۵۶ به‌عنوان یکی از آثار ملی ایران به ثبت رسیده است.